# Jed (film, 1981)
Jed  (v anglickém originále Venom) je britský horror z roku 1981 režírovaný Piersem Haggardem podle scénáře Roberta Carringtona. V hlavních rolích hrají Klaus Kinski, Oliver Reed, Nicol Williamsonová a Sarah Milesová. Film je založen na románu Alana Scholefielda Venom. 

## Děj
Mezinárodně hledaný zločinec zvaný Jacmel (Kinski) přesvědčí služku Ruth Hopkinsové Louisu (George) a šoféra Dava (Reed) k únosu astmatického desetiletého Philipa (Holcomb) kvůli výkupnému. Philip právě přinesl domů hada od místního dovozce a nedošlo mu, že nový domácí mazlíček byl omylem zaměněn za smrtící černou mambu určenou pro toxikologickou laboratoř. V laboratoři zjistili záměnu, avšak policejní důstojník, vyslaný do rezidence Hopkinsové, je zastřelen panikařícím šoférem. Dům v Londýně je obklíčen policií, uvnitř jsou uvězněni zločinci, Philip a jeho dědeček (Hayden) spolu s mambou, která teď volně prolézá ventilačním systémem.

## Obsazení
| Klaus Kinski          | Jacques Müller (Jacmel)    |
| Sterling Hayden       | Howard Anderson            |
| Sarah Milesová        | Dr. Marion Stowe           |
| Nicol Williamson      | Cmdr. William Bulloch      |
| Cornelia Sharpe       | Ruth Hopkins               |
| Susan George          | Louise Andrews             |
| Lance Holcomb         | Philip Hopkins             |
| Oliver Reed           | Dave Averconnelly          |
| Mike Gwilym           | Det. Constable Dan Spencer |
| Paul Williamson       | Det. Sgt. Glazer           |
| Michael Gough         | David Ball                 |
| Hugh Lloyd            | řidič taxi                 |
| Rita Webb             | Mrs. Loewenthal            |
| Edward Hardwicke      | Lord Dunning               |
| John Forbes-Robertson | Sgt. Nash                  |

## Produkce
Původně měl film režírovat Tobe Hooper, ale kvůli „tvůrčím rozdílům“ odmítl a režii převzal Piers Haggard.
Kinski si vybral tento film namísto Dobyvatelů ztracené archy, neboť dostal vyšší plat. V autobiografii Kinski Uncut ještě dodává, že scénář Spielbergova filmu byl moronically shitty.